# Тимофеев, Максим Анатольевич
Макси́м Анато́льевич Тимофе́ев (род. 2 июля 1975, Ангарск, Иркутская область) — российский биолог и эколог, доктор биологических наук, директор Научно-исследовательского института биологии Иркутского государственного университета, профессор Иркутского государственного университета.

## Научная карьера
В 1997 году окончил биолого-почвенный факультет Иркутского государственного университета, по специальности «гидробиология». Ещё будучи студентом, проходил научные и образовательные стажировки в Мэрилендском университете в Колледж-Парке и в Исследовательском центре озера Тахо при Университете Калифорнии в Дэвисе. Поступил в аспирантуру в 1997 году, в ходе которой на базе Научно-исследовательского института биологии ИГУ подготовил кандидатскую диссертацию по теме «Сравнительная оценка отношения байкальских гаммарид и голарктического Gammarus lacustris Sars к абиотическим факторам». Защита диссертации состоялась в 2000 году в диссертационном совете Иркутского государственного университета, по специальности «экология».
В период с 2001 по 2006 научную деятельность осуществлял преимущественно в институтах Германии, в рамках рабочих постдок контрактов. В период с 2001 по 2004 — работал в Институте пресноводной экологии и рыбоводства имени Лейбница (г. Берлин), а с 2004 — в Институте биологии Берлинского университета имени Гумбольдта. Начиная с 2006 года, основная научную деятельность в основном ведёт в РФ, с регулярными рабочими выездами в институты Германии в качестве «приглашённого исследователя».
В 2003 году выступил инициатором создания АНО «Байкальский исследовательский центр» — независимой научно-исследовательской организации, целью которой является проведение научных, образовательных и технологических проектов в области биологических и экологических исследований озера Байкал и Байкальского региона. С 2003 по 2013 год — директор, а с 2014 года — научный руководитель «Байкальского исследовательского центра».
В 2005 году «Байкальский исследовательский центр» заключает договор о научном сотрудничестве с Научно-исследовательским институтом биологии ИГУ, в соответствии с которым в структуре института создаётся внебюджетная лаборатория «Проблемы адаптации биосистем», действующая на принципах государственно-частного партнёрства. Основная научная задача созданной лаборатории — проведение исследований в области изучения механизмов стресс-адаптации байкальских эндемичных организмов, а также оценка влияния климатических изменений на уникальную экосистему озера Байкал. В период с 2006 по 2020 годы Тимофеев возглавляет лабораторию «Проблемы адаптации биосистем» НИИ Биологии ИГУ.
В 2010 защитил докторскую диссертацию по теме «Экологические и физиологические аспекты адаптации к абиотическим факторам среды эндемичных байкальских и палеарктических амфипод». Защита состоялась в диссертационном совете Национального исследовательского Томского государственного университета, по специальности «экология».
С 2011 года является российским руководителем немецко-российской Гельмгольцевской научной группы (коллаборации), созданной в рамках программы «Helmholtz-Russia Joint research groups» совместно с объединением им. Гельмгольца (Германия). К 2022 году в совместную научную группу помимо российских участников входили учёные трёх крупнейших исследовательских центров Германии: Центра экологических исследований им. Гельмгольца (UFZ, Лейпциг), Института полярных и морских исследований им. Альфреда Вегенера (AWI, Бремерхафен) и Института фармацевтических исследований имени Гельмгольца (HIPS, Саарбрюккен).
В 2013 году по результатам научной деятельности распоряжением Правительства Российской Федерации N 281-р М. А. Тимофееву и четверым сотрудникам его исследовательской группы была присуждена премия Правительства РФ в области науки и техники для молодых ученых и присвоено звание «Лауреат премии Правительства Российской Федерации в области науки и техники для молодых ученых».
В том же 2013 году Максим Тимофеев возглавил Научно-исследовательский институт биологии ИГУ, сначала в статусе «исполняющего обязанности» (с сентября 2013 по март 2014), а с марта 2014 года в должности директора института.
По инициативе Тимофеева, в дополнение к традиционным для института классическим экологическим и биологическим исследования озера Байкал, были созданы новые научные группы, работающие в передовых областях прикладных и ориентированных фундаментальных исследований: молекулярно-генетических исследований, биотехнологического инжиниринга, биосенсорики и экофотоники. Для работы в данных группах были привлечены молодые учёные, имеющих опыт работы в Германии, США и Сингапуре.
В 2020 году создаёт и возглавляет новую лабораторию «Стресс-физиологии и перспективных биотехнологий», целью которой является выполнение фундаментальных и прикладных научно-исследовательских работ в области стресс-физиологии гидробионтов озера Байкал и биотехнологических исследований. В настоящее время на базе новой лаборатории ведётся работа по формированию центра исследований и разработок, обеспечивающего полный цикл научно-технологических работ в области биотехнологии: от поиска и выявления уникальных свойств и характеристик, присущих байкальским эндемикам, до создания с использованием этих свойств биотехнологических решений, перспективных для выхода на рынки реальной экономики.

## Преподавательская деятельность
Преподавательскую деятельность осуществляет в Иркутском государственном университете. В период с 2001 по 2003 в должности преподавателя кафедры гидробиологии и зоологии беспозвоночных биолого-почвенного факультета, с 2003 по 2010 в должности доцента, а с 2011 по 2024 в должности профессора тоже кафедры. С 2024 года профессор кафедры естественнонаучных дисциплин Педагогического института ИГУ.
Максим Тимофеев неоднократно был приглашен для чтения открытых лекций в ведущие научные организации Германии, в том числе Гумбольдтский и Свободный берлинский университеты, а также университеты и научные центры городов Мюнстер, Киль, Лейпциг и Магдебург и др.

## Научные публикации
Тимофеев является автором и соавтором более чем 100 научных статей в области экологии и физиологии эндемичных обитателей озера Байкал, а также биотехнологии и биосенсорики, опубликованных в ведущих научных журналах, включённых в международные базы цитирования, в том числе и в лидирующих журналах Nature, Nature climate change и др. По состоянию на 2025 год имеет более 2000 цитирований, индекс Хирша равен 24.

## Экспертная работа
2018 включен в состав Научного Совета СО РАН по проблемам озера Байкал
2021 включен в состав Экспертного совета по Национальному проекту «Экология»
2022 включен в состав Комиссии по экологии Общественного совета Госкорпорации «Росатом»

## Подготовка научных кадров
Подготовил одиннадцать кандидатов биологических наук. Среди них:
- Шатилина Жанна Михайловна — лауреат премии Правительства Российской Федерации в области науки и техники для молодых учёных[2], стипендиат международного конкурса Л’Ореаль—ЮНЕСКО «Для женщин в науке» (2012)[4], Обладатель гранта Президента РФ для молодых кандидатов наук (2011)[5]
- Бедулина Дарья Сергеевна — лауреат премии Правительства Российской Федерации в области науки и техники для молодых учёных[2], обладатель гранта Президента РФ для молодых кандидатов наук (2012)[6]

## Награды
2012 — Лауреат премии Правительства Российской Федерации в области науки и техники для молодых учёных (научный руководитель коллектива) — за серию работ в области изучения молекулярно-биохимических маркеров стрессовых состояний гидробионтов и оценки их применения в экологическом мониторинге уникальных древних экосистем на примере озера Байкал
2018 — Указом Губернатора Иркутской области удостоен почетного звания «Заслуженный работник науки и высшей школы Иркутской области»
2021 — Приказом Минобрнауки РФ удостоен звания «Почётный работник науки и высоких технологий РФ»
Обладатель грантов Президента РФ для молодых кандидатов (2009) и докторов наук (2012).

## Общественная деятельность
Максим Тимофеев ведет активную общественную и просветительскую деятельность, осуществляет постоянное экспертное консультирование в области профильных направлений экологии и природопользования представителей бизнес сообществ регионального и федерального уровней, а также различных органов государственного управления и других ведомств.
Регулярно выступает в региональных и федеральных СМИ, популяризируя уникальность озера Байкал и акцентируя необходимость масштабных научных исследований озера.
Научная и организационная деятельность М. А. Тимофеева неоднократно освещалась в федеральных средствах массовых информаций, среди которых Ведомости, Коммерсант, Российская газета, портал Наука РФ и ряд других федеральных изданий.
Является сторонником и пропагандистом организации научного процесса в формате государственно-частного партнёрства, в том числе и исходя из опыта ранее возглавляемого им Байкальского исследовательского центра
С 2020 года осуществляет научное руководство малой технологической компанией ООО «НПО Инсектопротеин» (компания резидент Сколково), выполняющей разработку и внедрение технологии прецизионного культивирования насекомых и получения из них кормовых компонентов для сельскохозяйственных животных и аквакультуры.

## Критика
В мае 2017 выступая против проекта строительства монгольских ГЭС на притоках реки Селенга, создающих экологические риски для озера Байкал, на личной странице социальной сети facebook Максим Тимофеев опубликовал текст, посвящённый проводимым в г. Иркутске «Общественным консультациям» по проекту строительства ГЭС, сравнив их с «игрой в напёрстки».

По мнению Тимофеева: 

«проводимые слушания были нужны именно для монгольской стороны и исключительно для международной легитимизации процесса»

Текст вызвал общественный резонанс, в ответ на который, опубликованная позиция была подвергнута встречной критике в серии публикаций, в том числе в либеральном издании «Новая газета», обвинившей Тимофеева в противодействии деятельности независимых экологических активистов.

## Интересные факты
- В июне 2011 года дал интервью в выпуске научно-популярной передачи «Наука 2.0 Уникальный Байкал»[18], вышедшей на федеральном телеканале Россия 24.
- Деятельность Максима Тимофеева как директора НИИ биологии ИГУ легла в основной сюжет документального фильма «География российской науки. Иркутск[19]», снятым режиссёром Станиславом Адамовым (ООО «Кинотелефильм»). Фильм был показан на телеканале «Культура» в 2016 году.
- В декабрь 2022 года на кинопортале «Кинопоиск» компания Яндекс представила короткометражный документальный фильм «12 тысяч проб»[20] про разработку нейросети для мониторинга байкальского зоопланктона, создаваемого в рамках совместного проекта с научной группы под руководством Максима Тимофеева (НИИ биологии ИГУ) и специалистов Яндекс. Облако.

## Семья
Максим Тимофеев женат, имеет троих детей. Отец Тимофеев Анатолий Иннокентьевич — заслуженный юрист, советский партийный руководитель, до распада СССР работал в должности председателя Комитета народного контроля города Иркутска. По мужской линии принадлежит к русскому дворянскому роду Тимофеевых.

### Публикации в федеральных СМИ
- Наука 2.0 Выпуск: «Уникальность Байкала»
- Газета. Ru «Как в России создать независимый научно-исследовательский центр»
- Полит.Ru «Стрессовые факторы среды для частного института»
- Вести FM «Ученые обходятся без спасибо»
- Троицкий вариант — Наука, «Что можно делать по-другому?»
- Газета. Ru «Состояние Байкала стабильно тревожное»
- Полит.Ru «Из жизни независимой лаборатории»